# Massimo Cancellieri
Massimo Cancellieri (Teramo, 24 luglio 1972) è un allenatore di pallacanestro italiano,head coach dell'Aquila Trento.

## Carriera
La sua carriera comincia nel 1994 al San Raffaele Roma femminile dove Massimo allena le squadre Cadetti e Juniores, centrando due finali nazionali e un ottavo ed un secondo posto, oltre ad essere assistente allenatore della squadra maggiore. Nel 1999 diventa capo allenatore della squadra senior militante nel campionato di A2 femminile.
Nel 2000 torna a Teramo, sua città natale, dove lavora al fianco di Franco Gramenzi e ottiene due promozioni partendo dalla B di eccellenza.
Nel 2004-05 è assistente di Marco Calvani per la RB Montecatini Terme.
Nel 2005-06 rimane a Montecatini, che lo lancia come head coach in Legadue. Al suo esordio ottiene la qualificazione ai play-off. È una Montecatini che ha tra le sue file giocatori come Mario Boni, Andrea Niccolai, Marc Salyers ed Antonio Smith. Verrà poi eliminato in quattro partite dalla Pepsi Caserta di Franco Marcelletti.
Nel 2006-07 firma un biennale per la Pallacanestro Biella come vice allenatore.
Dalla stagione 2009-10 diventa head coach nella Prima Veroli Basket, dopo il passaggio di coach Trinchieri a Cantù. La squadra di Cancellieri arriva seconda in campionato con la possibilità di giocarsi un posto in Serie A attraverso i play-off.
Cancellieri torna, quindi, alla Pallacanestro Biella dal 2010 rivestendo ancora il ruolo di allenatore.
Dal 2013 al 2019 è stato per sei anni vice-allenatore dell'Olimpia Milano.
Nell'estate del 2019 torna ad allenare come head coach al Basket Ravenna in Serie A2.
Il 25 maggio 2025 viene annunciato come nuovo allenatore dell'Aquila Basket Trento, succedendo a Paolo Galbiati.

## Palmarès

### Vice allenatore
- Campionato italiano: 3

Olimpia Milano: 2013-14, 2015-16, 2017-18
- Coppa Italia: 2

Olimpia Milano: 2016, 2017
- Supercoppa italiana: 3

Olimpia Milano: 2016, 2017, 2018

### Allenatore

#### Squadra
- Coppa Italia di Legadue: 1

Veroli: 2010

#### Individuale
- A1 Ethniki allenatore dell'anno: 1

PAOK Salonicco: 2024-2025